# Else Roesdahl
Else Roesdahl, född 26 februari 1942 i Sönderborg, är en dansk arkeolog och historiker. Hon tog kandidatexamen vid Köpenhamns universitet 1969 med historia som huvudämne och nordisk arkeologi som biämne. Hon har sedan 1981 varit anställd vid Afdeling for Middelalderarkæologi vid Aarhus Universitet, från 1996 som professor.
Else Roesdahl deltog i utgrävningarna vid Aggersborg och har ingående beskrivit dessa då gjorda fynd. Vidare har hon skrivit åtskilliga vetenskapliga och populärvetenskapliga böcker. Speciellt har hennes böcker om vikingatiden blivit mycket populära. Hon fick Søren Gyldendal-prisen 1988 för sin författarverksamhet. 1999 var hon redaktör för boken Dagligliv i Danmarks middelalder, som utgavs med anledning av det danska temaåret "Middelalder 99".
Hon blev hedersdoktor ved Trinity College, Dublin 1995 och riddare av Dannebrogen 1992 och upphöjd till riddare av Dannebrogen av 1. grad 2007.
Else Roesdahl är syster till den danska författaren Vibeke Vasbo.